# Купчик, Абрам
Абрам Купчик (англ. Abraham Kupchik; 25 марта 1892, Брест-Литовск — 26 ноября 1970, Монтклэр, Нью-Джерси, США) — американский шахматист.
Абрам Купчик родился в еврейской семье в Бресте. Его семья эмигрировала в США в 1903 году. Он работал бухгалтером в Нью-Йорке.
Абрам Купчик выиграл чемпионат Манхэттенского шахматного клуба десять раз подряд. В 1915 году (Нью-Йорк) он поделил 3—4-е место с Оскаром Чейсом, пропустив вперед Капабланку и Фрэнка Джеймса Маршалла. В 1916 году (Нью-Йорк) он поделил 2—4 места с Давидом Яновским и Бориславом Костичем, пропустив Капабланку. В 1923, он занял первое место с Маршаллом в Лейк-Хопатконге (Нью-Джерси). В 1924 году в Нью-Йорке он проиграл матч Ефиму Боголюбову (+1 −3 =2). В 1925 году в Нью-Йорке он сыграл вничью матч с Карлосом Торре (+1 −1 =4). В 1926 году  в Лейк-Хопатконге он финишировал на 2-м месте, уступив Капабланке.
Купчик играл в составе команды США на 6-й Шахматной Олимпиаде в Варшаве (1935). Он выиграл бронзовую медаль в личном зачёте и его сборная получила золото в командном зачёте.